# Pest
 For alternative betydninger, se Pest (flertydig). (Se også artikler, som begynder med Pest)
 Denne artikel bør gennemlæses af en person med fagkendskab for at sikre den faglige korrekthed.

Pest er en infektionssygdom forårsaget af en bakterie ved navn Yersinia pestis, men ordet har dog også været brugt mere generelt om epidemier med stor dødelighed.
Yersinia-pest kan manifestere sig som byldepest og lungepest.
Yersinia pestis-sygdommen har sandsynligvis været den samme som den sygdom der ramte Europa voldsomt i middelalderen og de efterfølgende århundreder: Den sorte død.
I dag ses sygdommen stadig i visse dele af verden, dog i mindre omfang.
Den kan behandles med antibiotika, og ved hurtig iværksat behandling kan resultatet være godt.

## Historisk baggrund
Pestepidemier kan deles i tre pandemier:
1. Den Justinianske Pest fra omkring 542 til 767
2. Pandemien der begyndte i middelalderen. I Europa 1347 og adskillige gange gennem ca. 350 år.
3. Den moderne pandemi der begyndte i den sene halvdel af 1800-tallet i Yunnan i Kina

Pandemien i midten af 1300-tallet blev senere kaldt Den sorte død.
Bakterien blev identificeret under den moderne pandemi, og smitten via rottelopper blev forstået.
Få eksperter har sat spørgsmålstegn ved, om de to første pandemier var forårsaget af Yersinia pestis.
De fleste eksperter accepterer dog denne forklaring.
Adskillige historikere og biologer mener, at det ikke er muligt at den sorte død og andre pesttilfælde i 1300-tallet og 300 år frem har noget at gøre med Yersinias pest, eftersom den har lille smitterisiko fra menneske til menneske.

### Den Justinianske Pest
Den justinianske pest spredte sig fra Centralasien til Europa og Lilleasien og angives at have hærget i 500-tallet og fremefter.
Epidemien menes at have forårsaget 40 millioner dødsfald.

### Den anden pandemi medDen sorte død
Den anden pestepidemi spredte sig også fra Centralasien til Europa:
Til Konstantinopel og videre til Sicilien i 1347.
Første udbrud i Skandinavien var i havnen i Bergen i Norge i 1349,
men allerede samme år var den spredt i både Sverige og Danmark.
Sygdommen bevægede sig de næste 350 år rundt i Europa med skiftende intensitet: ti pestepidemier er kendt i Bergen fra den første i 1349 til den sidste i 1637.
Da pesten kom til Bergen den 10. august 1565 med et skib fra Danzig døde 1.500 mennesker, svarende til 21-25% af byens befolkning.
I 1563 måtte engelske soldater opgive forsvaret af Le Havre efter udbrud af pest.
De hjemvendte soldater forårsagede en epidemi, og det anslås at over 21.000 døde alene i London.
London blev ramt igen af et stort udbrud af pest i 1665-1666.
Pest ramte København i 1536, 1546, 1583, 1601, 1625-1626, 1629, 1636-1637 og 1654-1655. Ved epidemien i 1654-1655 døde 15.000 mennesker i følge Thomas Bartholin.

### Pesten i København 1711
Pesten hærgede også østersøegnene under Den Store Nordiske Krig 1709-1713, herunder Danmark.
Pesten kom til Helsingør i 1710 med skib fra Lübeck. I 1711 spredte smitten sig til København, hvor den dræbte omkring 1/3 af befolkning. En politirapport fra slutningen af 1711 angav 22.535 dødsfald blandt Københavns ca. 60.000 indbyggere. Flere assistenskirkegårde blev anlagt til aflastning: Under det nuværende Fiolstræde 34 anlagdes Vor Frue Sogns pestkirkegård, og under det nuværende Gothersgade 91 anlagde Trinitatis Sogn sin. Begge pestkirkegårde var i brug frem til 1760, da Assistenskirkegården på Nørrebro blev åbnet.
To blev anlagt uden for voldene, den ene i området ved den nuværende Niels Ebbesensvejs skole (Skolen ved søerne).

### Den tredje pandemi
I den tredje pandemi spredte pest sig fra Yunnan i Kina i sidste halvdel af 1800-tallet.
I 1894 havde sygdommen etableret sig i Hong Kong hvorfra den spredte sig til Bombay i 1896 og derfra til adskillige havnebyer rundt om i verden, som for eksempel San Francisco.
I forbindelse med denne pandemi undersøgte Alexandre Yersin bakterien i Hong Kong i 1894.
Franskmanden Paul-Louis Simond identificerede bakterien i døde rotter og foreslog sygdomstransmissionen via rottelopper, som det nu er kendt.
I 1910 havde bakterien etableret sig i gnavere på alle beboede kontinenter, men efter 1920 døde pandemien ud som følge af international regulering omkring rotter.
Denne epidemi er estimeret til at have forårsaget 12 millioner dødsfald, — langt de fleste i Indien.

## Årsag
Pest skyldes Yersinia pestis bakterien.
Gnavere, som rotter og præriehunde, kan være værter, og ved bid fra deres lopper overføres bakterien til mennesker og forårsager byldepest.
Lungepest kan opstå på grund af indånding af bakterien ved kontakt med pestramte.
Inficerede dyr forekommer i det vestlige USA, i Centralasien, Mellemøsten, det sydlige Afrika, Sydamerika, Kina, Indien og visse andre steder,
og infektionen hos mennesker sker typisk i forbindelse med inficerede rotter og rottelopper i husene.
Forskning har peget på, at en række proteiner, IL-18, IL-1β og NLRP12, er involveret i en pestinfektion.
Danske forskere har gennem DNA-studier kunnet spore pest-bakterien Yersinia pestis 5.000 år tilbage, da der skete en meget stor udskiftning i generne hos Nordeuropas befolkning. Disse agerbrugere blev i løbet af kun 100-200 år erstattet af et nomadefolk kaldet yamnaya'er, der indvandrede til Kaukasien. I syv undersøgte individer fandt man DNA fra pestbakterien; og smitten ville ramme et bondestenaldersamfund langt hårdere end nomaderne, fordi bønderne levede tættere sammen. Denne ældgamle udgave af bakterien mangler dog nogle af de egenskaber, som gjorde den sorte død så smitsom.
Bakterien er en efterkommer af den relativt harmløse Yersinia tuberculosis, som kunne medføre lidt mavepine. Hvordan en relativt harmløs tarmbakterie blev til en af historiens mest dræbende bakteriesygdomme, forklares ved arkæologiske fund med ældre udgaver af pestbakterien, der er sammenlignet på kryds og tværs med hinanden, og med moderne udgaver af bakterien. I sidste ende stod forskerne tilbage med et billede af, hvordan bakterien gennem tid har erhvervet forskellige egenskaber. Pestbakterien skilte sig ud fra den harmløse Yersinia tuberculosis, da den begyndte at smitte rotter og harer; og ifølge forskerne var det her, dens DNA begyndte at ændre sig hen mod den senere dødelige pestsygdom. Blandt andet har bakterien i bronzealderen udviklet sig fra en tarmbakterie til også at kunne smitte lungerne, og lungepest er sygdommens mest dødelige form. Derefter fik den flere og flere nye gener og ændrede sine egne, så den kunne overleve med lopper som værtsorganisme. Omkring 1000 f.Kr. var pestbakterien færdigudviklet og mindede til forveksling om den, der forårsagede de store pestepidemier i Europa og Asien med millioner af døde i det 14. århundrede, hvor den smittede gennem huden i form af byldepest.

## Pestbakteriens udvikling
Forskere har fundet ud af, hvordan ændringer i et enkelt af bakteriens gener gjorde det muligt for bakterien at overleve i hundreder af år. Ændringerne gav Yersinia pestis øget smittekraft, og de forlængede ofrenes levetid. Smittestammerne med disse genændringer uddøde dog i slutningen af 1800-tallet

### Alternative forklaringer på den historiske pest
Enkelte forskere betvivlede, at Yersinia pestis var årsagen til de historiske epidemier siden Den sorte død. Zoologen Graham Twigg foreslog i 1984, at miltbrand var årsag til Den sorte død. Den teori vandt ikke videre genklang.
Susan Scott og Christopher Duncan argumenterede i deres bog fra 2004, Return of the Black Death, at et virus var årsagen.
De to har fx peget på, at pest ramte Island i 1400-tallet, selv om der ingen rotter var.
Flere genetiske studier har ikke kunnet understøtte de alternative forklaringer. I 1998 fandtes Yersinia pestis' gen-materiale i franske grave fra 1500- og 1700-tallet.
Senere fandtes Yersinia pestis hos tre personer begravet i Frankrig i 1300-tallet.
Ydermere fandt et studie fra 2011 Yersinia pestis hos personer begravet i London under Den sorte død.
Også studier af individer døde under den justianske pest  har kunnet spore Yersinia pestis genetisk materiale.
Dog kunne et større studie fra 2004 ikke finde spor af Yersinia Pestis.
Dette studie undersøgte blandt andet tænder fra pestkirkegården Vodroffsgaard ved København.
Ny forskning tyder imidlertid på, at klimaforandringer i Centralasien og perioder med nedbør fulgt af tørke, kunne være årsagen til Europas pestudbrud (bortset fra den moderne tredje pestpandemi). Det rejser tvivl om den almindelige antagelse, at smittebærende rotter og deres lopper stod bag, teorier som er dårligt underbyggede ifølge de norske forskerne bag det ny studie, der er offentliggjort i tidsskriftet PNAS i 2015. Udsving i klimaet gav hårde betingelser for de gnavere, der var værter for pestvirussen i de asiatiske regioner, og antallet af dem faldt brat. De smittebærende lopper fandt nye værter, og ofte satte de sig fast på forbipasserende handelsrejsende eller deres kameler, men det ved forskerne ikke nøjagtigt, heller ikke hvordan pesten rejste vestpå. Til gengæld er det et faktum, at 14-16 år efter den gnaverdræbende tørke var pesten i Europa. Forskerne understreger, at teorien om, at rotter bragte sygdommen til middelalderens Europa én gang ved Den sorte død epidemien 1347-52, og at smitten derefter forblev blandt gnavere og forsatte med at forårsage udbrud i flere hundrede år, egentligt var deres mål at finde evidens for, men de endte med at udfordre teorien.

### Hævdede årsager i historiske kilder
Christiern Thorckelsen Morsing angiver i bogen En liden Bog Om Pestelentzis Aarsage forfattet i 1546 en række eksempel på konkrete tegn hvor "peste plejer at komme", for eksempel:
- Når om natten er stor kulde og straks om dagen der efter kommer stor hede.
- Når der fødes mange fluer, myg, myrer og andre slige orme som komme af Råden ting

## Symptomer
Inkubationstid er 2-10 dage.
Symptomer på byldepest er høj feber, træthed, muskelsmerter, kvalme og opkast.
Desuden ses karakteristiske ømme hævelser omkring inficerede lymfeknuder.
Disse bylder kan være 5-10 centimeter store og er ofte lokaliseret til lysken, armhulerne og halsen.
For lungepest er symptomerne akut indsættende feber, muskelsmerter, træthed og hovedpine.
Indenfor et døgn kommer hosten med blodig opspyt og yderligere ses mavesmerter, kvalme, opkast og diarré.
Blodforgiftning kan komme fra byldepest.

### Symptomer angivet i historiske kilder
Historiske kilder i forbindelse med Den sorte død og senere pandemier nævner symptomerne på pest.
I Dekameron nævner Boccaccios svulster i lysken og armhuler i sygdommens tidlige stadie og "sorte eller gustne pletter på arme eller lår eller en hvilken som helst anden del af legemet" og "næsten alle døde omtrent tre dage efter tegnenes indtræden, som oftest uden feber eller andre komplikationer".
Ved epidemien i København i 1654 skrev Ole Worm om sygdommen:
| „ | Det er en meget heftig sygdom, som i løbet af den fjerde dag kvæler de angrebne. Kendetegnene er ikke ens hos alle, men veksler med temperamenterne. Kræfternes aftagen, trykken i hjertet, angst og kulde bemægtiger sig straks i begyndelsen de fleste; der kommer svulster og bylder, og mod slutningen sorte og gustne pletter … | “ |

Den danske adelsmand fra 1500-tallet, Mogens Gyldenstierne, anså pest forskellig fra blodgang, svedesot, skørbug og forskellige febre (hedesyge, kuldesyge).

## Diagnose
I første omgang er diagnose af byldepest baseret på symptomerne.
Mistanken kan styrkes hvis patienten har rejst i risikoområder.
F1-antigen kan ofte detekteres i serum ved hjælp af immunoassay.
Endelig kan PCR anvendes til at påvise DNA fra bakterien.

## Forebyggelse og behandling
Sygdommen behandles med antibiotika.
Statens Serum Institut foreslår ciprofloxacin, rifampicin og gentamycin, og desuden symptomatisk behandling i form af respiratorbehandling og væsketerapi.
Forebyggende behandling anbefales for folk der har haft kontakt til mistænkte eller fastslåede tilfælde af lungepest.
Patienter med mistanke om pest skal respiratorisk isoleres indtil lungepest er udelukket.
En vaccine for loppebåren pest er tilgængelig.
Den beskytter tilsyneladende ikke mod lungepest.

### Historiske kilder
Forbud mod store forsamlinger har været indført i pesttider.
En reces fra 1643 baseret på Christian den 4. kongelige forordning af den 15. januar 1625 indførte forbud mod "store bryllupper eller anden værtskab".
Som forebyggelse forlod de der kunne den befængte by og flygtede til ikke-ramte byer.
I Danmark i 1654 flygtede hoffet fra København og tog ophold, først i Kolding og senere i Flensborg.
Under Den sorte død opfordrede Kong Magnus Eriksson i september 1349 beboerne i bispeembedet Linköping til at faste hver fredag, gå i kirke, ofre til fattige, skrifte og give penge.
Det medicinske fakultet ved Københavns Universitet udgav mellem 1619 og 1709 instruktioner i medicinering ved pest.
Ved epidemien i 1654 frarådede fakultetet lavement og åreladning, mens de anbefalede svedfremkaldende midler.

## Nutidens forekomst og hyppighed
I dag forekommer sygdommen i visse dele af Asien, Afrika, Sydamerika og det vestlige USA.
I Kasakhstan findes bakterien hos ørkenrotter.
I 2003 var der efter mere end 50 års pause udbrud af byldepest i Oran, Algeriet,
og i 2009 var en anden nordafrikansk by, Tubruq, Libyen ramt af 16-18 tilfælde.
I 2014 blev den afrikanske ø-nation Madagaskar ramt. I løbet af de tre første uger i november spredte sygdommen sig med mindst 40 dødsfald blandt over 100 smittede, flest tilfælde som byldepest og kun ganske få som lungepest.
10 til 15 amerikanere rammes hvert år af byldepest.
På verdensplan var der mellem 1979 og 1993 rapporteret om 16.312 tilfælde af pest blandt mennesker og 1668 dødsfald.
I 2009 døde en amerikansk forsker muligvis som følge af smitte med byldepest gennem sit arbejde.

## Biologisk våben
Flere lande har udviklet pest som biologisk våben.
Fra 1939 til august 1945 udviklede japanere en række forskellige biologiske våben, heriblandt pest, ved et institut i Pingfan syd for Harbin, Manchuriet.
Det siges at Pingfan var i stand til at producere 500 millioner pestinficerede lopper om året.
Amerikanske kilder nævner at 106 fanger døde i medicinske eksperimenter med pest.
Nogle ofre blev dræbt af store doser morfin for at sygdomsudviklingen kunne studeres.
Tyskerne havde pestbakterier under Anden Verdenskrig ved det medicinske militærakademi ved Posen.
Ved Fort Detrick siges amerikanerne at have haft pestinficerede lopper i slutningen af 1950erne.
Den deserterede sovjetiske mikrobiolog Vlademir Pasechnik fortalte, at hans institut i Leningrad havde forsket i pest.
Briterne mente ud fra hans vidneudsagn, at sovjetiske forskere havde udviklet antibiotika-resistente pestbakterier.
På øen Vozrozhdeniye i Aral sø havde sovjetterne et udendørs testcenter, hvor aber blev udsat for pest.
Sergei Popov, der arbejdede med udvikling af de sovjetiske biovåben, kunne også fortælle om udvikling af pestbakterier der var resistente overfor en lang række af antibiotika.
I 1995 bestilte den amerikanske mikrobiolog Larry Harris Yersinia pestis bakterien hos et firma.
Firmaet kontaktede senere myndighederne, der fandt bakterierne opbevaret i handskerummet i hans bil, og han blev tiltalt for at have misbrugt et laboratorie-registreringsnummer.

## Skildringer
Pest-epidemierne har inspireret flere kunstværker.
Giovanni Boccaccios hovedværk Dekameron er skrevet omkring Den sorte død og har som rammefortælling historien om ti unge mennesker der flygter fra pesten i Firenze.
Albert Camus udgav i 1947 romanen Pesten.
Ti år senere havde Ingmar Bergmans film Det syvende segl premiere.
Filmen foregår under Den sorte død.

## Eksterne kilder
- http://www.emu.dk/gym/fag/hi/noter/pesten.htm Arkiveret 4. februar 2004 hos  Wayback Machine
- Den sorte død i Salmonsens Konversationsleksikon (2. udgave, 1917)
- Pesten i Danmark – en kildesamling Arkiveret 4. august 2004 hos  Wayback Machine